# Gordon Dean
Gordon Dean es un personaje de ficción interpretado por el actor estadounidense de cine y televisión Tyrees Allen en la serie de televisión Alias.

## Biografía
Dean era el jefe de una célula terrorista de Profeta Cinco llamada The Shed, una organización clandestina criminal con base en Praga similar al SD-6. Como el SD-6, la mayor parte de los agentes secretos que trabajan para The Shed pensaban que trabajaban para una división secreta de la CIA. Al parecer solo Dean y su socia Kelly Peyton conocían la verdadera naturaleza de The Shed, la cual, era que The Shed en realidad es una división de Profeta Cinco. Cuando Rachel Gibson descubrió la afiliación real de The Shed, ella colaboró con Sydney Bristow robando todos los datos de los servidores de The Shed. Cuando el Dean descubrió lo que Gibson hacía, destruyó The Shed, matando a cada uno de sus trabajadores excepto a Peyton y Gibson. 
Después de la destrucción de The Shed, Dean y Peyton emprendieron una serie de tentativas sin éxito de recuperar o matar a Gibson. Dean fue capturado por Gibson y tomado bajo custodia de APO. Mientras Dean estaba bajo custodi y tras pasar varios interrogatorios, fue asesinado por Arvin Sloane bajo el encargo de Peyton quien, con la muerte de Dean, tomó el mando de sus operaciones
- Datos: Q8273544